# Pauline Sperry
Pour les articles homonymes, voir Sperry.
Pauline Sperry (5 mars 1885 - 24 septembre 1967) est une mathématicienne américaine.

## Enfance et formation
Née à Peabody, dans le Massachusetts, Sperry est la fille de deux instituteurs ; son père, William Gardner Sperry, est également pasteur congrégationaliste et devient plus tard président du Olivet College. Perry commence ses propres études de premier cycle à Olivet College, mais passe ensuite au Smith College. Elle est diplômée de Smith en 1906 à l'âge de 21 ans et est élue au Phi Beta Kappa. Après avoir enseigné dans une école privée, elle retourne à Smith en 1907 pour faire des études supérieures en mathématiques et en musique, et obtient une maîtrise en musique en 1908. Elle continue à enseigner à Smith jusqu'en 1912, restant affiliée à Smith en tant que boursière itinérante jusqu'en 1913.
Sperry commence à étudier à l'université de Chicago en 1913 et obtient une maîtrise en mathématiques en 1914. Sous la direction d'Ernest Julius Wilczynski, sa thèse de doctorat, "Properties of a certain projectively defined two-parameter family of curves on a general surface", s'inspire de son travail en tant que fondateur de l'école américaine de géométrie différentielle projective. Elle obtient son doctorat en mathématiques et astronomie en 1916 et est élue à la société d'honneur Sigma Xi.

## Fin de carrière
Après avoir enseigné à nouveau pendant un an à Smith, Sperry passe le reste de sa carrière universitaire à l'université de Californie à Berkeley, à partir de 1917. Lorsqu'elle est promue professeure adjoint en 1923, elle devient la première femme membre de la faculté de mathématiques de l'université à être titularisée. Parmi ses étudiants à Berkeley figure Raymundo Favila. Au plus fort du maccarthysme, le Conseil des régents exige des employés de l'université qu'ils signent un serment de loyauté. Sperry, Hans Lewy et d'autres qui refusent ont été interdits d'enseignement sans rémunération en 1950. Dans l'affaire Tolman v. Underhill, la Cour suprême de Californie juge en 1952 que le serment de loyauté est anticonstitutionnel et réintègre ceux qui avaient refusé de signer. Sperry est réintégrée avec le titre de professeure associé émérite et reçoit ensuite des arriérés de salaire.

## Vie personnelle
Sperry est une quaker active et impliquée dans diverses causes humanitaires et politiques.